# بییامینایا
بییامینایا (به اسپانیایی: Villaminaya) یک شهرستان در اسپانیا است که در استان تولدو واقع شده‌است.

## خصوصیات
بییامینایا ۲۱ کیلومترمربع مساحت و ۵۸۶ نفر جمعیت دارد و ۷۳۰ متر بالاتر از سطح دریا واقع شده‌است.